# عاطفية
أشارت العاطفية في الأصل إلى الاعتماد على المشاعر كدليل للحقيقة، ولكن في الاستخدام الحالي يشير المصطلح عادةً ضمنًا إلى الاعتماد على المشاعر السطحية وغير المعقدة على حساب العقل.